# Давид (епископ Тулузы)
Давид (лат. David) — епископ Тулузы (V век).

## Биография
Информации о епископе Давиде существует очень мало. Был преемником святого Экзуперия Тулузского. О нём свидетельствует надпись на латинском языке, которую он оставил на западном фасаде базилики святого Сатурнина во время своего правления на кафедре Тулузы: «Hic req vi escit, David sacerdos, A w, P» (Здесь правил Давид священник А, P).